# Encarsia meritoria
Encarsia meritoria är en stekelart som beskrevs av Charles Joseph Gahan 1927. Encarsia meritoria ingår i släktet Encarsia och familjen växtlussteklar.
Artens utbredningsområde är:
- Bahamas.
- Bermuda.
- Dominikanska republiken.
- Frankrike.
- Italien.
- Israel.
- Spanien.

Inga underarter finns listade i Catalogue of Life.